# Nocario
Nocario település Franciaországban, Haute-Corse megyében. Lakosainak száma 75 fő (2022. január 1.). Nocario Croce, Campana, Piedicroce, Polveroso, Saliceto és Verdèse községekkel határos.

## Népesség
A település népességének változása:
| Lakosok száma | 90   | 41   | 33   | 54   | 62   | 66   | 66   | 73   | 76   | 75   |
|               | 1968 | 1982 | 1990 | 2006 | 2013 | 2015 | 2017 | 2019 | 2020 | 2022 |